# 米爾施泰因山
47°45′04″N 13°07′34″E / 47.75098°N 13.12608°E

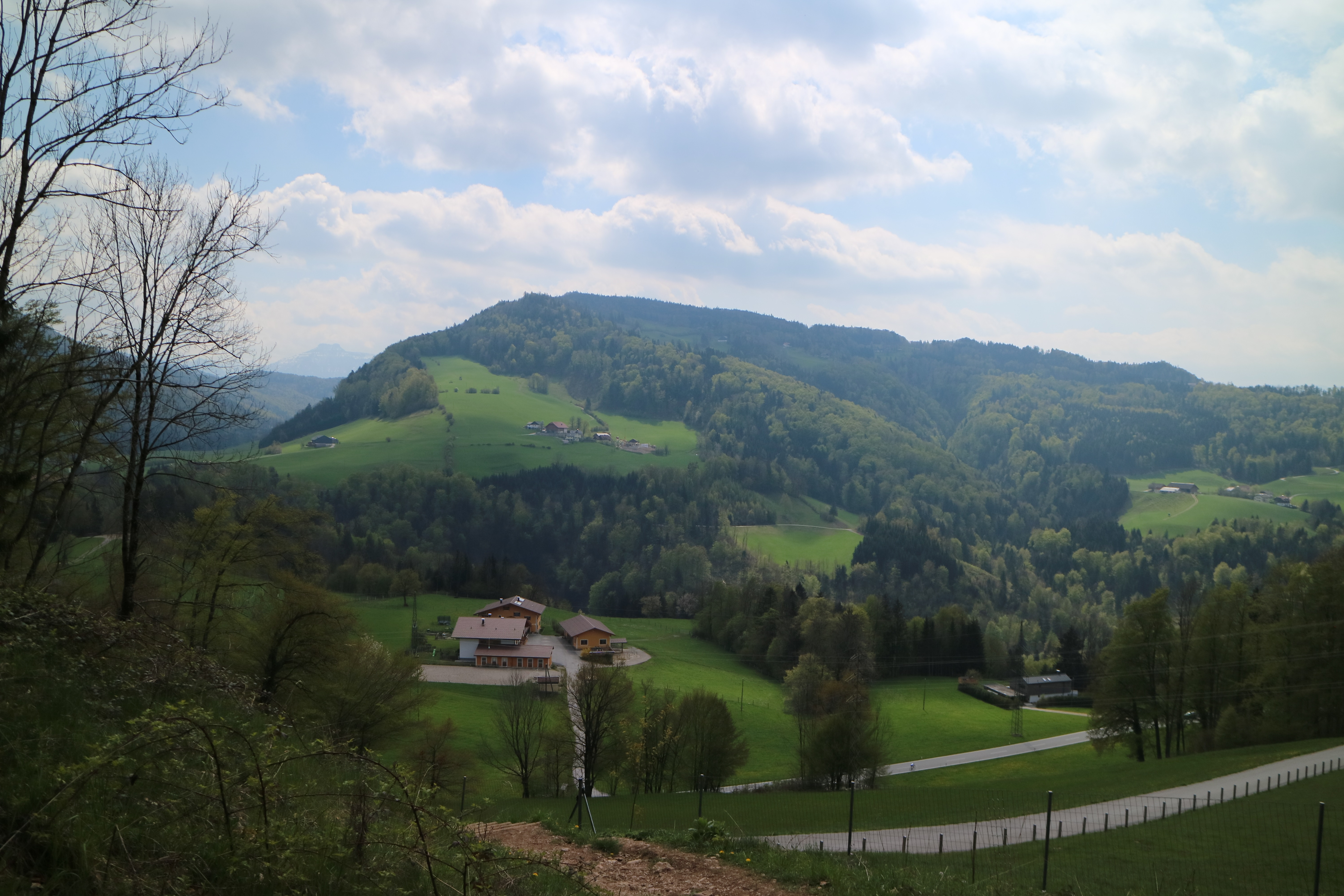

米爾施泰因山（德語：Mühlstein），是奧地利的山峰，位於該國中部，由薩爾茨堡州負責管轄，屬於薩爾茲卡默古特山脈的一部分，距離施瓦岑貝格山2公里，海拔高度1,894米。